# دفتر امور خاور نزدیک

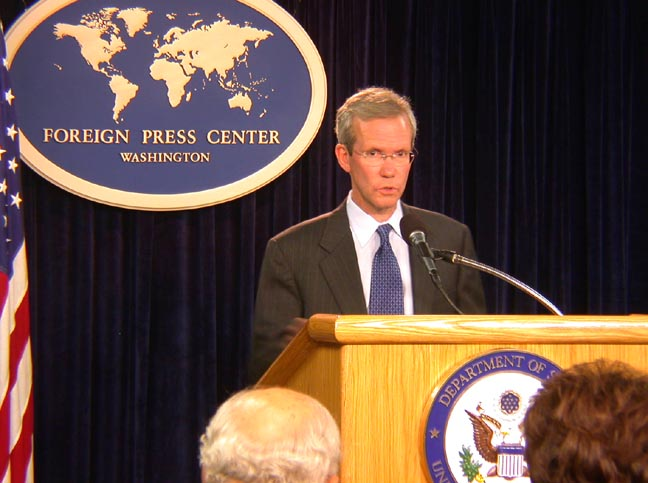
معاون سابق وزیر سی. دیوید ولش

دفتر امور خاور نزدیک یکی از سازمان‌های وزارت امور خارجه ایالات متحده آمریکا است که در سیاست خارجه و روابط دیپلماتیک با کشورهای خاور نزدیک فعالیت دارد.

## وظایف
این دفتر اداره سیاست خارجی آمریکا و روابط دیپلماتیک با کشورها و سازمان‌های جغرافیایی مانند الجزایر، بحرین، مصر، ایران، عراق، اسرائیل، اردن، کویت، لبنان، لیبی، مراکش، عمان، سرزمین‌های فلسطینی، قطر، عربستان سعودی، سوریه، تونس، امارات متحده عربی و یمن را بعهده دارد.